# 撒哈拉地区
撒哈拉地区，泛指位于撒哈拉沙漠的非洲，常与撒哈拉以南非洲相对。撒哈拉沙漠是世界上最大的沙漠，有数个国家位于其范围内。

## 地理
本区气候恶劣，降水稀少，是世界上最不适合人类居住的地区之一。但有数条大河穿过本区，其附近常形成绿洲。

### 水体
- 主要河流：尼罗河，尼日尔河。
- 主要湖泊：乍得湖。

## 所属国家
由于撒哈拉沙漠是世界上最大的沙漠，有数个国家的全部领土或部分领土位于本区，包括：
- 埃及
- 利比亞
- 突尼西亞
- 阿尔及利亚
- 摩洛哥
- 毛里塔尼亚
- 塞内加尔
- 布吉納法索
- 尼日尔
- 苏丹
- 撒拉威阿拉伯民主共和國

## 居民
本区主要居民有阿拉伯人，柏柏尔人等。

## 参看
- 撒哈拉以南非洲
- 马格里布